# Conrad Martens
Pour les articles homonymes, voir Martens.

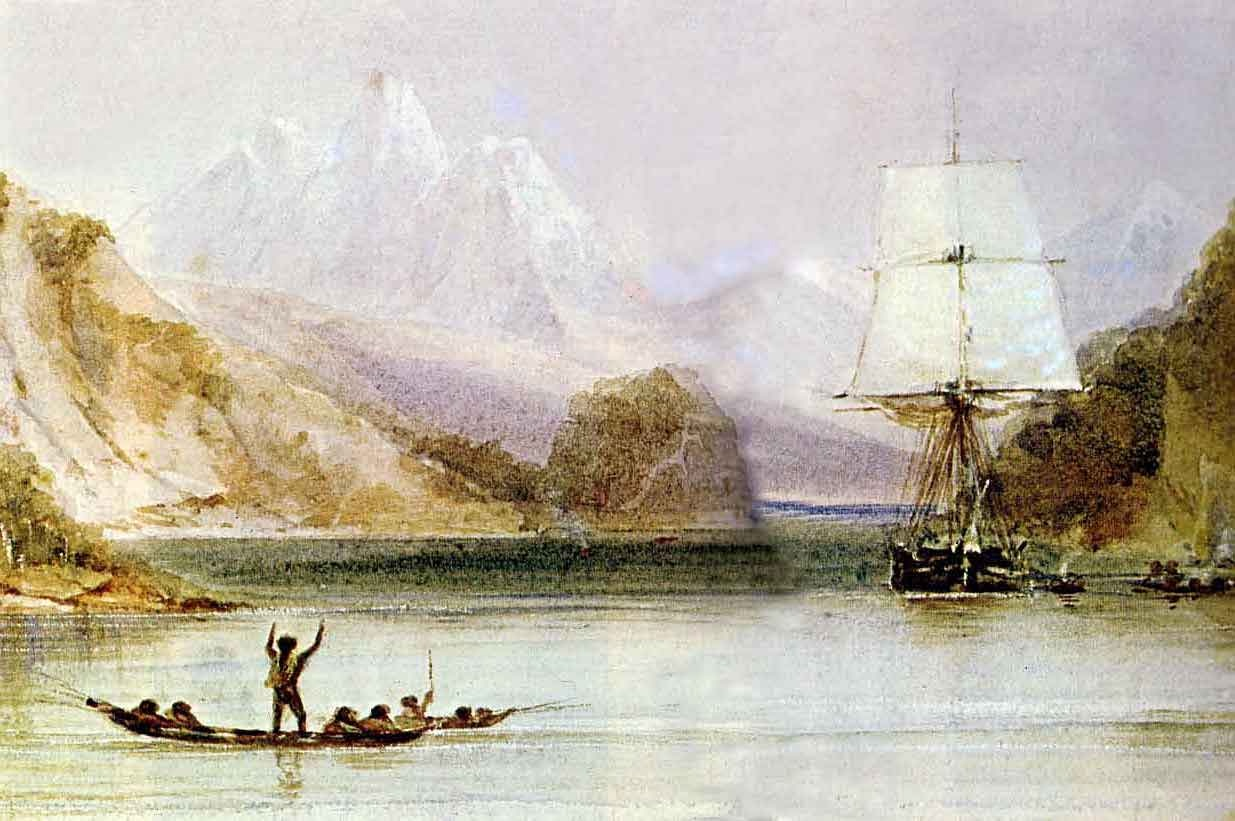
Le salué par les indigènes de la Terre de Feu (Caouachcars) durant le voyage en Terre de Feu, peint par Conrad Martens qui devint l'artiste du navire en 1833.

Conrad Martens (Londres, 1801 -Augusta (Australie-Occidentale), 21 août 1878) est un artiste et explorateur anglais de naissance, qui partit vivre en Australie à partir de 1835.

## Biographie
Son père était un marchand qui arriva d'abord à Londres en tant que consul autrichien. Conrad, ainsi que ses deux frères John William et Henry, étudia la peinture et notamment les paysages avec le coloriste Copley Fielding.
En 1832 il s'embarque sur le navire Hyacinth en tant que topographe. Fin 1833 au Montevideo il rencontre Robert FitzRoy, le capitaine du HMS Beagle, qui l'engage pour remplacer l'artiste du navire, Augustus Earle qui était tombé malade.
Il participe donc au fameux voyage du Beagle et se lie d'amitié avec Charles Darwin, qui avait pris part au voyage en tant que naturaliste. Ils font route vers la Patagonie et atteignent Puerto Deseado (Port Desire) le 23 décembre 1833. Martens tire un rhea qu'ils s'empressent de manger, avant que Darwin ne réalise qu'il s'agit non pas de l'espèce habituelle (Rhea americana) mais d'un individu rare d'une plus petite espèce (Rhea pennata), et qu'il décide de préserver les restes. Martens quitte le Beagle à Valparaíso vers le milieu de l'année 1834 et se dirige vers Sydney via Tahiti. Il arrive finalement en Australie en 1835.